# Oscaecilia
Oscaecilia is een geslacht van wormsalamanders (Gymnophiona) uit de familie Caeciliidae. Het geslacht is nog niet ingedeeld bij een van de onderfamilies van de Caeciliidae.
Er zijn 9 soorten die voorkomen in Midden-Amerika: Costa Rica, Panama en mogelijk in Brazilië.

## Soorten
Geslacht Oscaecilia
- Soort Oscaecilia bassleri
- Soort Oscaecilia elongata
- Soort Oscaecilia equatorialis
- Soort Oscaecilia hypereumeces
- Soort Oscaecilia koepckeorum
- Soort Oscaecilia ochrocephala – Panamese wormsalamander
- Soort Oscaecilia osae
- Soort Oscaecilia polyzona
- Soort Oscaecilia zweifeli